# Jean Lejuge

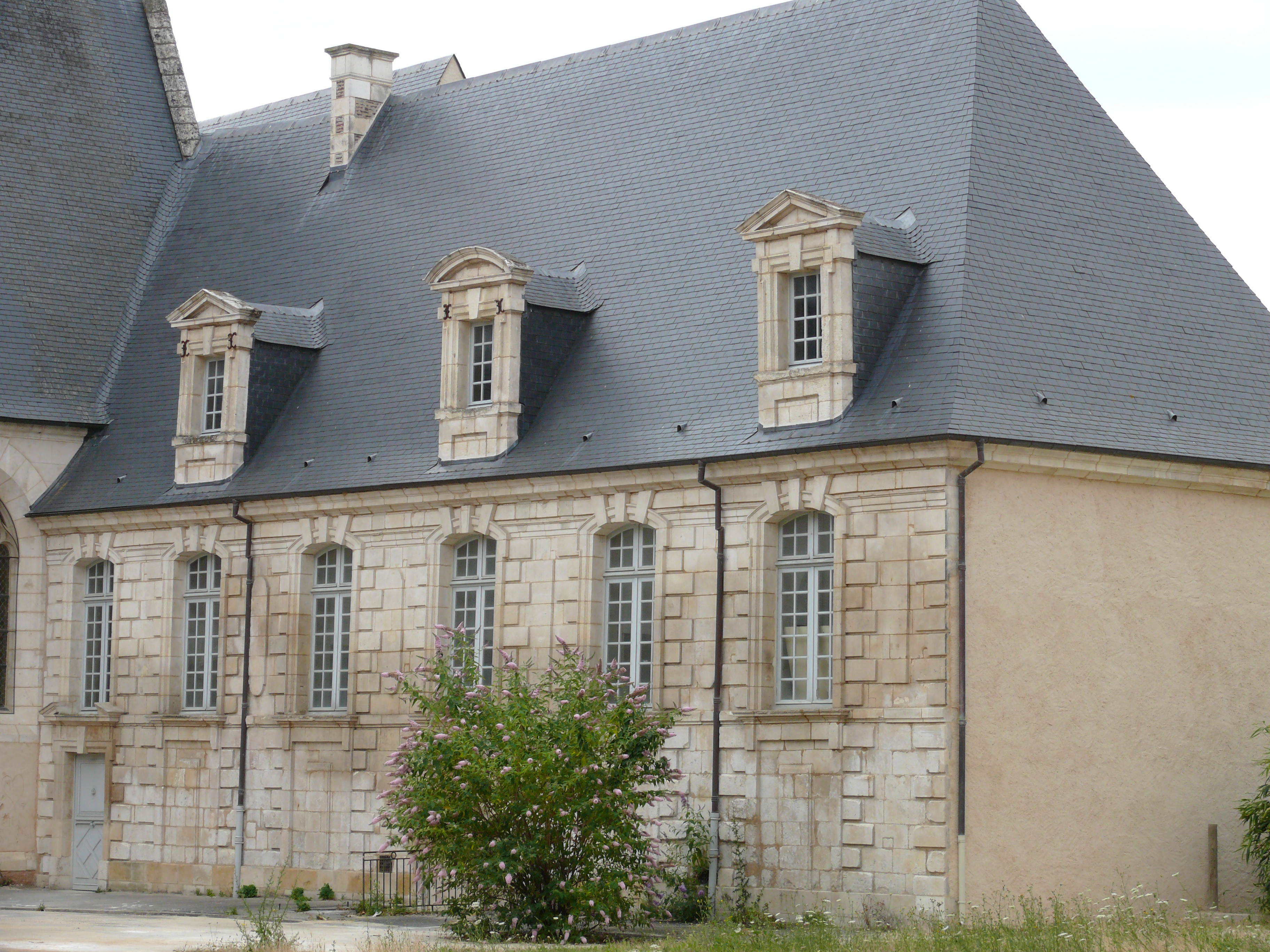
partie classique du XVIe siècle de l'Hôtel-Dieu de Bourges.

Jean Lejuge est un architecte français célèbre dans le Berry du XVIIe siècle, né à Bourges en 1589, mort en 1650, et qui débute dans l'entourage du Prince de Condé, gouverneur du Berry.

## Biographie
On ne connait pas sa formation mais il débute par la construction de la « maison Communy » en 1619 (détruite) puis par le portail de l'église Saint-Sulpice (1621) qui détermine son succès. Il réalise plusieurs bâtiments, qui sont marqués par l'arrivée du style classique qui modifie la physionomie de la ville de Bourges.
En 1626, il est procureur de la confrérie des maçons, tailleurs de pierre et pierriers.
Après sa mort, on s'adresse à des maitres d'œuvre étrangers à la ville pour le palais de l’Archevêché et le Grand séminaire (1682).

## Œuvres
- Bureau des finances de la Généralité de Bourges (1623-1628) ;
- Ailes de l'Hôtel-Dieu de Bourges (1627) ;
- Galerie de l'Hôtel des Échevins (Hôtel de Ville, 1626), avec le sculpteur Antoine Gargault ;
- Église de l'abbaye Saint-Ambroix (1635-1646) ;
- Chapelle Saint-Roch de l'Hôpital général de Bourges (1638) ;
- Château de Jussy Champagne (1646-1648) ;
- Maison du sieur Nicolas Macé de la Vesbre (1635) ;
- Château de Bois-Bouzon (1632).